# Telipna mariae
Telipna mariae är en fjärilsart som beskrevs av Abel Dufrane 1945. Telipna mariae ingår i släktet Telipna och familjen juvelvingar. Inga underarter finns listade i Catalogue of Life.